# Chanskaja

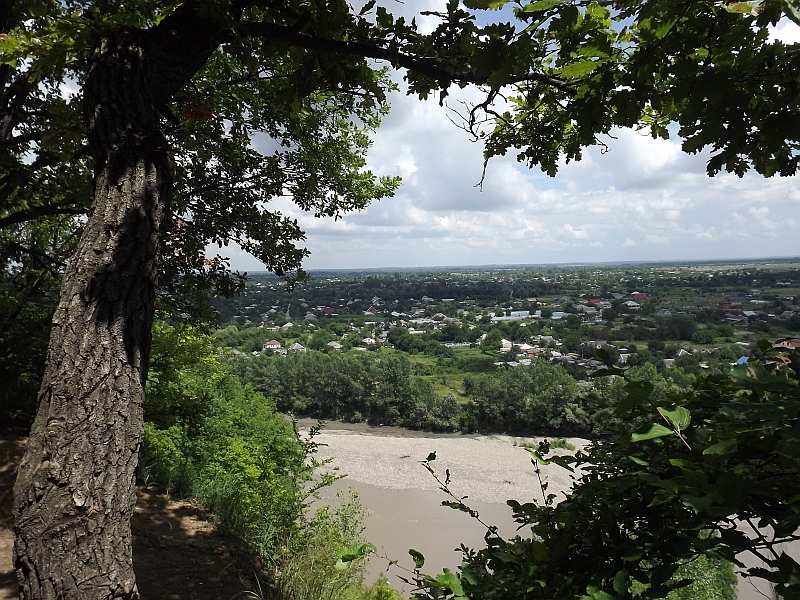
Chanskaja (2000)

Chanskaja (russisch Ха́нская; adygeisch Хъанхьабл) ist eine Staniza in der Republik Adygeja (Russland) mit 11.245 Einwohnern (Stand 14. Oktober 2010).

## Geographie
Der Ort liegt am rechten Ufer des Kuban-Nebenflusses Belaja etwa 13 km Luftlinie nordwestlich des Zentrums der Republikhauptstadt Maikop und 12 km südöstlich der Stadt Beloretschensk in der benachbarten Region Krasnodar.
Chanskaja gehört zum Stadtkreis Maikop.

## Geschichte
Der Ort wurde während des Kaukasuskrieges 1817–1864 am 20. Oktober 1862 als Kosakensiedlung gegründet und später zur Staniza erhoben. Seinen Namen erhielt er vom Flüsschen Chanka, das wiederum nach der Residenz eines krimtatarischen Chans benannt ist, die sich einer örtlichen Legende nach in der Gegend befunden haben soll.

### Bevölkerungsentwicklung
| Jahr | Einwohner |
| ---- | --------- |
| 1939 | 6.055     |
| 1959 | 6.414     |
| 1979 | 10.224    |
| 2002 | 11.290    |
| 2010 | 11.245    |

Anmerkung: Volkszählungsdaten

## Verkehr
Chanskaja liegt an der auf diesem Abschnitt 1910 eröffneten und 1967 elektrifizierten Eisenbahnstrecke Beloretschensk (Beloretschenskaja) – Maikop – Kamennomostski (Chadschoch) bei Streckenkilometer 11. Östlich umgeht den Ort die Regionalstraße R253, die von Ust-Labinsk kommend der Bahnstrecke zwischen Beloretschensk und Maikop folgt.